# Fragmenta Vaticana
Die Fragmenta (iuris) Vaticana (fragmenta quae dicuntur Vaticana; kurz: Vat.) sind die von Rechtshistorikern so benannten, durch die Handschrift des Vatikans bekannt gewordenen Überbleibsel eines umfangreicheren juristischen Privatwerkes, das 320 n. Chr. entstand. Kompiliert wurden klassische Juristenschriften (iura) und Kaiserentscheidungen (constitutiones principis). Der rechtsgeschichtlichen Forschung dient die Sammlung als wertvoller Bestand, denn die paraphrasierten Texte wurden nicht mittels erläuternder Zusätze nachgearbeitet, sind frei von Interpolationen. Die Handschrift ist ein Erzeugnis des nachklassischen Rechts.

## Geschichte
In der nachklassischen Zeit des 4. Jahrhunderts war man dazu übergegangen, im Rahmen ordnender Zusammenstellungen normativer Texte, aus den großen Stoffmassen der klassischen juristischen Literatur eine neue Literaturgattung zu schaffen, Sammelwerke mit Zitaten. Neue Literatur wurde kaum mehr geschaffen und die Jurisprudenz hatte ihren Einfluss auf die Kaiser an das Militär verloren. Parallel wurde die Rechtsliteratur auf wenige anerkannte Autoritäten komprimiert, angeordnet durch das Zitiergesetz. Die Stoffmassen waren schlicht zu groß und unübersichtlich geworden, als dass man ihrer noch Herr hätte werden können. Die eroberten Provinzen bedurften überdies einfacher und klarer rechtlicher Instruktion.
Entdeckt wurden die Fragmente 1820 oder 1821 vom Kurienkardinal Angelo Mai, der sich in den 1810er Jahren als Experte der Manuskriptforschung hervorgetan hatte. Er stand der Bibliotheca Apostolica Vaticana seit 1819 als Präfekt vor. Bei seinen Arbeiten stieß er auf ein auf Palimpsestblättern inskribiertes bruchstückhaftes Werk, dem er den Namen seines Aufbewahrungsorts gab und das die Siglen Vat. Lat. 5766, fol. 17–24, 58–63 und 82–100 trägt.

Über den Verbleib des 320 n. Chr. entstandenen Werkes ist bis zu seiner Entdeckung nahezu nichts bekannt gewesen. Im 8. Jahrhundert verschwand das einzige bekannte Exemplar aus dem 614 gegründeten Benediktinerkloster St. Kolumban in Bobbio, das dem nach 568 begründeten langobardischen Hoheitsgebiet zugehörte. Das Werk, das ursprünglich juristische Klassikerliteratur von Papinian, Paulus und Ulpian epitomisierte, war mit Texten von Johannes Cassianus überschrieben worden. Unter Papst Paul V. gelangte es 1618 in den Vatikan, bevor Angelo Mai sich etwa 200 Jahre später dann der Handschrift annahm.
Welche Autorenschaft das Werk kompiliert hat, liegt im wissenschaftlichen Dunkel. Es wird davon ausgegangen, dass es sich um eine private und keine hoheitlich autorisierte (und damit offizielle) Textsammlung handelt. Herkunftsindizien und Promulgationsangaben (im 4./5. Jahrhundert wurden Gesetze regelmäßig im Trajansforum verkündet) weisen nach Rom. Die Kompilatoren stießen auf diverse Schwierigkeiten, denn die Jahre zwischen 305 und 319 waren von einem verwickelten Mit- und Gegeneinander kaiserlicher Legislativaktionen geprägt. Sie dürften sich auf die Inskriptionen ausgewirkt haben. Abdankung, Reaktivierung, Vertreibung, Divinisierung, Verurteilung und Wiedervergöttlichungen waren an der Tagesordnung, was zu Weglassungen, Einfügungen, Zitatsabänderungen und Reimporten führte. Inkonsequent wurde etwa das Andenken Maximians getilgt (Nachträge). Schwerwiegend war die damnatio memoriae des Kaisers Licinius, denn es musste neben den Inskriptionen auch in die Subskriptionen eingegriffen werden. Inkonsequenzen führten zu unterschiedlichen Handhabungen beim Umgang mit auszumerzenden Augustustiteln.
Die Fragmenta iuris Vaticana fallen in die Frühphase der Christianisierung, ungefähr um die konstantinische Wende herum. Wenig später, als die Collatio geschaffen wurde, war das Christentum bereits Staatsreligion. Beide Werke gelten als wichtige Vorläufer der umfassenden justinianischen Gesetzessammlung des mittleren 6. Jahrhunderts, dem später so genannten Corpus iuris civilis.

## Inhalt der Sammlung
Teils durch sehr große, teils durch kleinere Lücken unterbrochen, befasste sich das Werk inhaltlich nachweislich mit den klassischen Themen des römischen Privatrechts: Stellvertretung, Kauf, Nießbrauch, Mitgift, Vormundschaft und Schenkung. Als Quellenmaterial lassen sich Exzerpte aus den großen Kommentarwerken (libri ad Sabinum und libri ad edictum), sowie aus Responsensammlungen (Quaestiones) der Klassiker ausmachen, ebenso Paraphrasen aus Monographien, etwa Ulpians libri de officio proconsulis, libri de officio praetoris tutelaris, und Paulus’ sententiae, manualia, beziehungsweise breve edictum und anderen (Stephan Brassloff).
Seiner Konzeption nach und aufgrund des Untergangs großer Skriptteile wird davon ausgegangen, dass die Sammlung – vergleichbar den justinianischen Digesten – groß angelegt war und ursprünglich alle bekannten Rechtsgebiete abdeckte. Weder der Anfang noch der Schluss der Sammlung sind ursprünglich. Umstritten war und ist, ob die Handschriften für die Gerichtspraxis oder für den Unterricht bestimmt waren. Anlass dazu gab die Intensität der in den Schriften geführten Problemdiskussionen (Disputationes und Quaestiones). Heute ist weitgehend anerkannt, dass vornehmlich Praktikerliteratur exzerpiert war, wenngleich vereinzelte (später eingefügte) Scholien auf juristischen Unterricht hindeuten. Deutlicher Edukationsbedarf schien erkennbar in Bezug auf den Titel Schenkungswiderruf bestanden zu haben. Das Werk ist sehr selbständig aufgebaut. Angelehnt an die Unterrichtswerke der severischen Spätklassiker, unterliegt es keiner der gängigen Formen des Edikt-, Digesten- oder Codexsystems.
Das Sammelwerk enthielt 54 Kaiserkonstitutionen, verstreut im Wesentlichen auf die Jahre 205–320. Zwei weitere Gesetze datieren aus den Jahren 330 und 369, die deshalb nicht zum Ursprungsbestand gehörten. Sie tragen die Handschriften der Kaiser Konstantin und Valentinian und befassten sich thematisch mit der Rechtsfigur der Verwirkung einer Emanzipation bei Schenkungswiderruf beziehungsweise mit einem Kaufrechtsänderungsgesetz. Eine Besonderheit, die sich nur in den Fragmenta Vaticana nachlesen lässt, ist der negative Bescheid des Paulus auf die Frage der Erstreckung eines Nießbrauchsvorbehalts (deductio ususfructus) von der mancipatio – Rechtsfigur des bürgerrechtlichen ius civile – auf die traditio – Rechtsfigur des fremdenrechtlichen ius gentium. In der klassischen Zeit war es an sich längst üblich, dass ius gentium als Korrektiv des alten Bürgerrechts eingesetzt wurde.
Von den Juristen waren dem Forschungsstand nach allein die bereits genannten Papinian, Paulus und Ulpian exzerpiert, daneben gab es vereinzelte pseudopaulinische Sentenzen. Auch hier wurde zu späteren Zeitpunkten nachgebessert. Wenige Inskriptionen – wie die zum Nießbrauch – fallen gegenüber dem Parallelmaterial deshalb aus dem Rahmen, weil sie eine große Ausführlichkeit aufweisen und damit einen stilistischen Bruch zum formalen Kontext darstellen. Sie deuten auf einen späteren Zusatz hin. Eingefügt wurden dabei Präzisierungen zu den Titeln der „Vormundschaftsablehnung“ und des „Schenkungswiderrufs“. Im Gegensatz zum später so genannten Corpus iuris civilis, wurden die Texte nicht verändert, bereits eingedrungene Glosseme blieben allerdings eingeschlossen.
Einen lediglich kleinen Anteil am Werk bilden die epitomisierten Passagen der Kodizes Gregorianus und Hermogenianus. Die Forschung macht es daran fest, dass nur spärliche Verweise aus den Büchern in den vatikanischen Skripten enthalten sind und dass bei einer Vielzahl von Reskripten lediglich acht von Kaiser Diokletian aus der Zeit der frühen 290er Jahre stammen.
Der Umfang muss sich auf etwa 600 Seiten DIN A5 erstreckt haben, was etwa 20 Normallibri entspräche. Allerdings gab es keine libri, vielmehr nicht nummerierte Sachtitel (Kolumnentitel).